# Rover Group
Rover Group — британська державна компанія, виробник транспортних засобів. У період з часу заснування в 1975 по 1986 роки називалась British Leyland. З 1988 по 1994 роки власником компанії була корпорація British Aerospace. В 1994 році компанія була продана концерну BMW, у 2000 році компанія остаточно ліквідована, а її бренди Rover і MG придбані компанією MG Rover Group.

## Моделі
Модельний ряд автомобілів, які випускались компанією Rover Group:
- Rover 800 (1991—1998)
- Rover 200 (1989—1999)
- Rover 400 (1989—1999)
- Rover Metro/Rover 100 (1990—1997)
- Rover 600 (1993—1999)

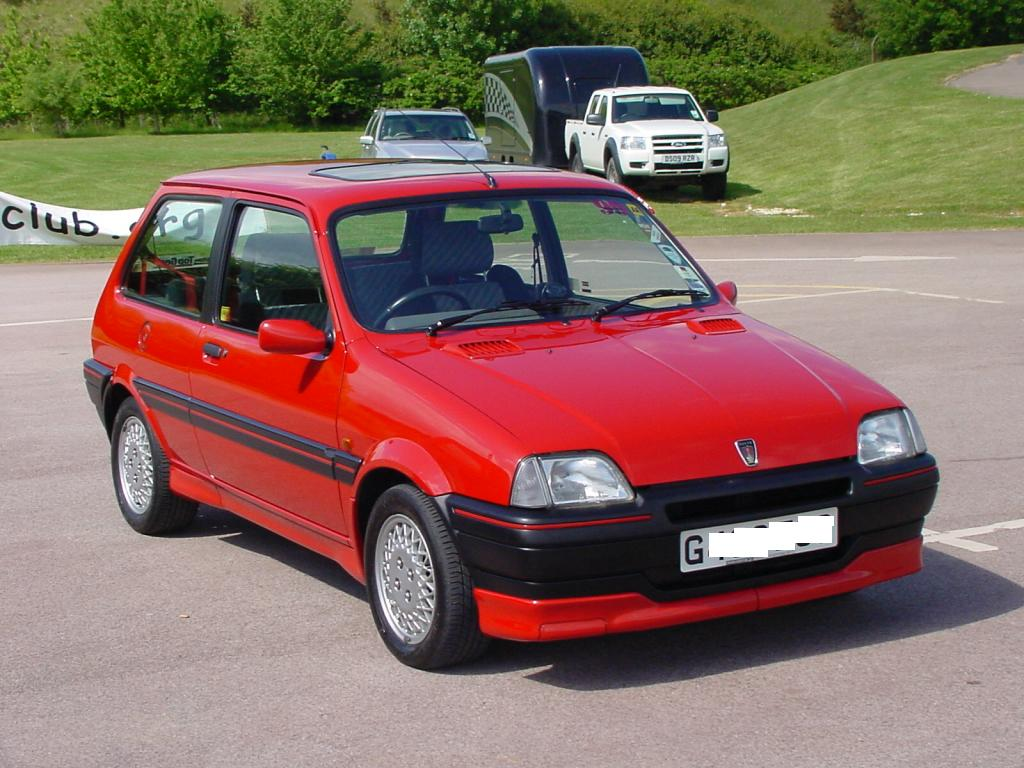
Rover Metro
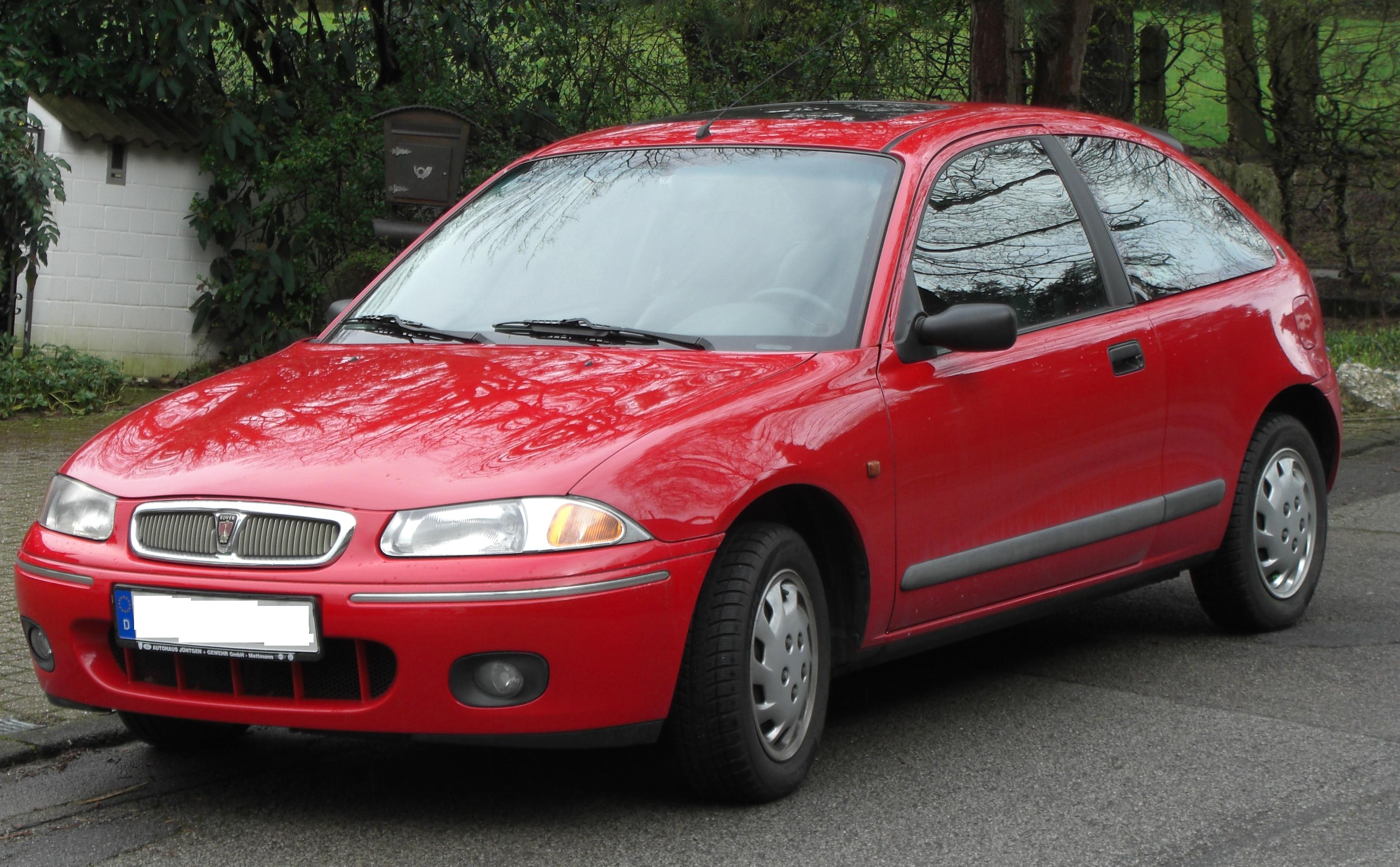
Rover 200
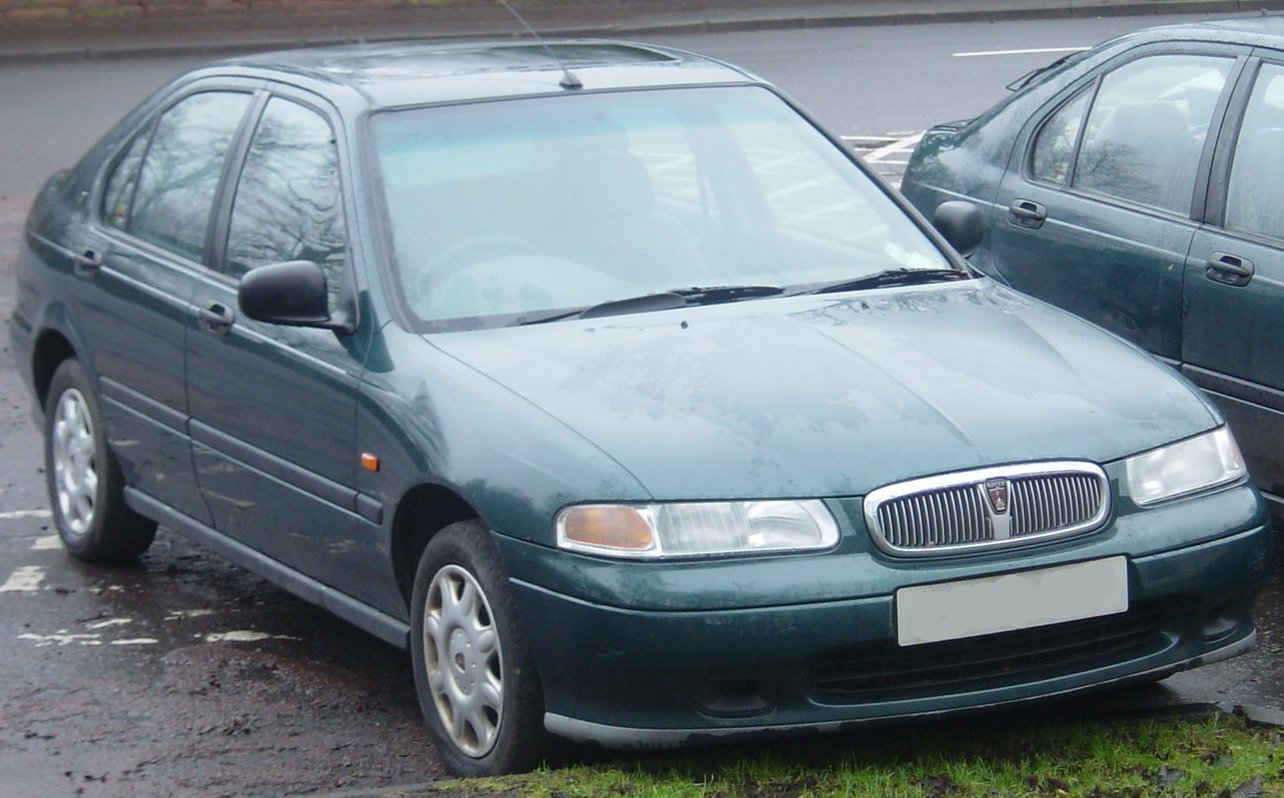
Rover 400
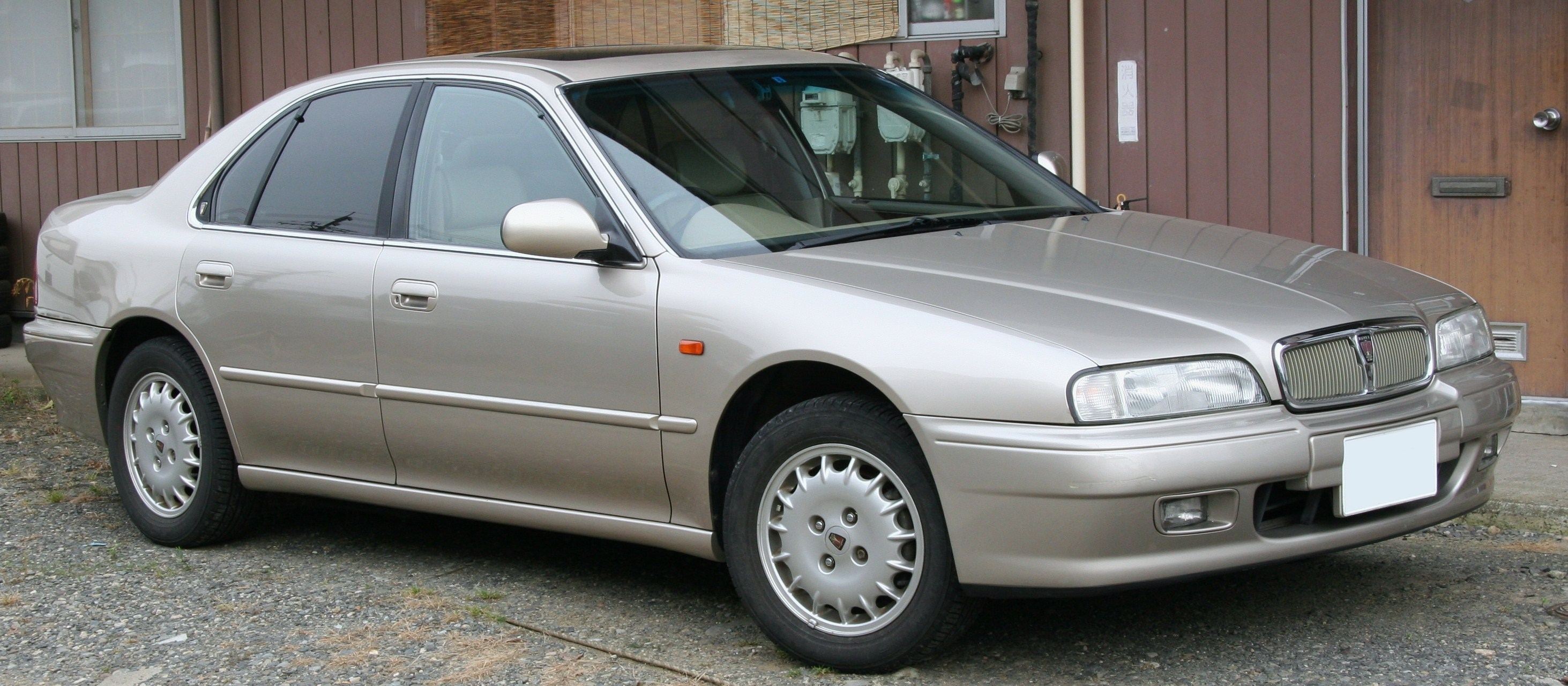
Rover 600
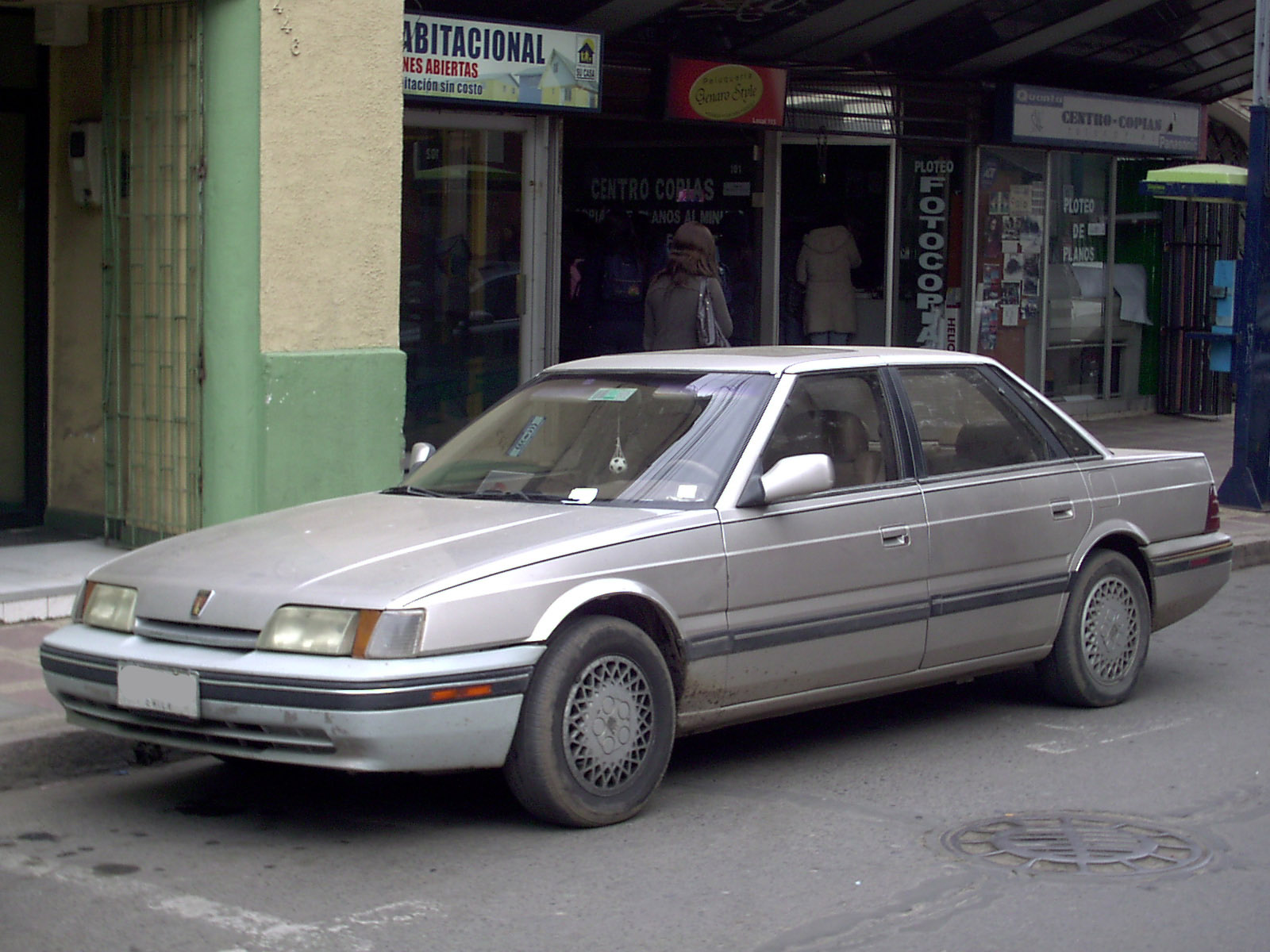
Rover 800